# 唐兴公主 (唐僖宗)
唐兴公主（?—?），唐僖宗长女，母不详。

## 生平
除崔致远的《唐文拾遗 卷三十四 贺封公主表》记载，某年十月十日曾与僖宗第十一妹和自己的二妹同封为公主外，再无其它事迹记载。